# Xivtà
Xivtà (en hebreu שבטה) Subayta o Isbayta, és un antic establiment del Nègueb al sud d'Israel i Palestina. El nom és d'origen nabateu i en grec es va dir Sobata. Es troba a la Ruta de l'encens - ciutats del desert del Nègueb. Fou declarat Patrimoni de la Humanitat per la UNESCO el 2005 i el govern israelià té declarada la zona com a Parc Nacional.
Les ruïnes de Subayta es troben a 43 km al sud-oest de Beerxeba. Foren visitades per E. H. Palmer el 1870 i, posteriorment, han estat excavades diverses vegades. Fou nabatea, romana i romana d'Orient i era un centre agrícola sense muralles. Els àrabs hi van arribar vers 638 i es va construir una mesquita, però al segle viii o ix fou abandonada. Modernes teories suggereixen que, en realitat, només fou un establiment romà d'Orient i estació per als pelegrins que anaven al mont Sinaí; això es basa en l'anàlisi dels sistemes de regadiu, tots seguint les estructures romanes d'Orient; fins ara, el predomini d'estructures romanes d'Orient s'atribuïa a les restes d'una comunitat monàstica establertes sobre les runes d'un poble nabateu i per un temps breu romà.
Hi ha tres esglésies romanes d'Orient, dues premses de vi, àrees residencials i edificis administratius.